# Jacques Deval
Jacques Boularan, dit Jacques Deval, est un dramaturge, scénariste et réalisateur français, né le 27 juin 1890 à Paris, où il est mort le 19 décembre 1972.
Il est notamment le père des écrivains Gérard de Villiers et Bernard Eschasseriaux.

## Biographie
Fils de l'acteur et directeur de théâtre Abel Deval (1863-1938), il fait des études de lettres à la Sorbonne à Paris.
En octobre 1912, il est appelé sous les drapeaux (le service durait alors deux ans). En raison d'une myopie extrême, il est affecté dans une unité d'intendance basée à Paris. Le 1er août 1914, il est très tôt informé de la mobilisation ; le soir, il croise le convoi transportant Jean Jaurès qui vient d'être assassiné. Il passe ensuite trois ans à l'arrière, puis son unité de Services auxiliaires est affectée sur le front en 1917.
Il est l'auteur de nombreuses pièces de théâtre dont beaucoup ont été adaptées au cinéma ou à la télévision, notamment dans l'émission Au théâtre ce soir. L'une des plus célèbres, Tovaritch, créée en 1933, avec Elvire Popesco dans le rôle principal, dépeint les déboires d'un couple de nobles russes émigrés en France après la révolution de 1917. Elle fut adaptée en comédie musicale à Broadway en 1963 avec Vivien Leigh et Jean-Pierre Aumont. Il a aussi porté sa pièce au cinéma et réalisé deux autres films.

### Vie privée
Jacques Deval a été marié cinq fois, dont une en 1936. Il est notamment le père de Gérard de Villiers, de Bernard Eschasseriaux, de la scénographe Jacquie Deval née de son épouse Anne-Marie Monet, et d'Alain Boularan-Deval (né en 1963) dont la mère est l'actrice Claude Godard, dernière épouse de Deval.
Il a habité au 66 rue Pierre-Charron, à Paris 8e.[réf. souhaitée]

## Œuvre

### Théâtre
- 1920 : Une faible femme, comédie en trois actes, théâtre Femina (12 mai)
- 1921 : Le Soleil de minuit, pièce en un acte et en vers, Nouveau-Théâtre (3 juin)
- 1923 : Beauté, comédie en trois actes, théâtre Marigny (11 octobre)
- 1924 : Le Bien-aîmé, comédie en trois actes, théâtre de la Renaissance (2 février)
- 1924 : La Beauté du diable, comédie en trois actes, théâtre de Monte-Carlo (23 décembre), puis théâtre de la Madeleine en 1925
- 1925 : L’Amant rêvé, comédie en trois actes, Comédie-Caumartin (28 janvier)
- 1925 : Poète, prends ton luth, comédie en un acte
- 1926 : Dans sa candeur naïve, comédie en trois actes, Comédie-Caumartin (11 janvier)
- 1926 : La Rose de septembre, comédie en trois actes, théâtre de l'Athénée (2 mars)
- 1927 : Le Vin nouveau, théâtre de la Renaissance (21 janvier)
- 1927 : Ventôse comédie en trois actes, Comédie-Caumartin (25 novembre)
- 1928 : Une tant belle fille, pièce en trois actes, théâtre Antoine (28 novembre)
- 1929 : Débauche, comédie en trois actes, Comédie-Caumartin (7 mars)
- 1930 : Barricou, pièce en trois actes, théâtre de l'Athénée (28 mars)
- 1930 : Étienne, pièce en trois actes, théâtre Saint-Georges (1er avril)
- 1932 : Mademoiselle, comédie en trois actes, mise en scène Jacques Baumer, théâtre Saint-Georges (6 janvier)
- 1932 : Le Onzième Commandement, théâtre des Variétés (27 octobre)
- 1933 : Prière pour les vivants, théâtre de l'Athénée (27 septembre)
- 1933 : Tovaritch, pièce en quatre actes, mise en scène de l'auteur, théâtre de Paris (13 octobre)
- 1934 : L'Âge de Juliette, comédie en trois actes, théâtre Saint-Georges (7 décembre)
- 1934 : Marie Galante, comédie musicale, théâtre de Paris (22 décembre) Les chansons coécrites avec Roger Fernay et mises en musique par Kurt Weill (alors réfugié à Paris avant son départ pour les États-Unis) sont très vite devenues populaires : Les Filles de Bordeaux, Le Grand Lustucru (adaptation de la chanson populaire Le Grand Lustukru recueillie par Théodore Botrel), Le Roi d'Aquitaine, J'attends un navire, le chœur Le Train du Ciel et Youkali, « tango habanera » à l'origine purement instrumental et adapté en chanson l'année suivante par Roger Fernay.
- 1947 : La Femme de ta jeunesse, pièce en trois actes, mise en scène de l'auteur, théâtre Antoine (23 octobre)
- 1948 : Figaro-ci, Beaumarchais-là, Comédie-Française (3 octobre)
- 1950 : Baschibah, pièce en deux actes
- 1950 : Ce soir à Samarcande, mise en scène Jean Darcante, théâtre de la Renaissance (29 septembre)
- 1951 : Le Rayon des jouets, comédie en trois actes, théâtre de la Madeleine (24 avril)
- 1951 : Ombre chère, comédie en trois actes, mise en scène de l'auteur, théâtre Édouard VII (29 décembre)
- 1952 : Le Bonheur des méchants, comédie en trois actes, théâtre des Bouffes-Parisiens (10 décembre)
- 1953 : Il était une gare, comédie en cinq tableaux, théâtre de la Renaissance (28 février)
- 1953 : Le Chevalier Nylon Palais de Chaillot
- 1953 : Demeure chaste et pure d’après George Axelrod, mise en scène Jacques Deval, théâtre Édouard VII (12 juin)
- 1954 : La Manière forte, comédie en trois actes, mise en scène de l'auteur, théâtre de l'Athénée (6 février) - Nouvelle version de Dans sa candeur naïve (1926)
- 1954 : Namouna, mise en scène de l'auteur, théâtre de Paris (1er octobre)
- 1955 : Il y a longtemps que je t'aime, mise en scène Jean Le Poulain, théâtre Édouard VII (15 janvier)
- 1955 : Charmante Soirée, comédie en trois actes, théâtre des Variétés (10 novembre)
- 1957 : La Prétentaine, comédie en six tableaux, mise en scène Robert Manuel, théâtre des Ambassadeurs (20 septembre)
- 1958 : Romancero, comédie des Champs-Élysées (15 février)
- 1959 : Une histoire de brigands, théâtre des Ambassadeurs (4 décembre)
- 1962 : La Vénus de Milo, comédie en six tableaux, mise en scène Pierre Mondy, théâtre du Gymnase Marie-Bell (1er octobre)
- 1963 : Le Courage de minuit, Bruxelles (6 février)
- 1963 : Et l'enfer, Isabelle ?, comédie des Champs-Élysées (21 septembre)
- 1964 : Un homme comblé, comédie en quatre actes, théâtre des Variétés (22 février)
- 1967 : Xavier, comédie en trois actes, mise en scène Jacques-Henri Duval, théâtre Édouard VII (13 février)
- 1978 : Miam-miam ou le Dîner d'affaires, comédie en deux actes, théâtre Marigny (13 janvier) - posthume

#### Adaptations
- 1926 : Viens avec nous petit, d’après Fata Morgana d'Ernest Vajda, théâtre de la Renaissance
- 1931 : La Route des Indes, comédie en trois actes et quatre tableaux en collaboration avec Henri Bernstein d'après H. M. Harwood, théâtre du Gymnase (21 octobre) - reprise au théâtre des Ambassadeurs
- 1932 : Signor Bracoli, comédie en quatre actes et six tableaux d’après Alibi de Michael Morton[7], théâtre des Nouveautés (7 septembre)
- 1933 : Lundi huit heures, pièce en trois actes d’après George S. Kaufman et Edna Ferber, théâtre des Ambassadeurs (21 avril)
- 1938 : Femmes d'après Clare Boothe, mise en scène Jane Marnac et Juliette Delannoy, théâtre Pigalle (4 novembre)
- 1948 : K. M. X. Labrador, comédie en quatre actes d’après Petticoat Fever de Mark Reed, théâtre de la Michodière (29 janvier)
- 1951 : Ô ma maîtresse d’après Terence Rattigan, théâtre des Ambassadeurs (22 mai)
- 1953 : Demeure chaste et pure d’après The Seven Year Itch de George Axelrod, mise en scène Jacques Deval, théâtre Édouard VII (12 juin)
- 1959 : Le Cas Dobedatt ou le Dilemme du docteur, en collaboration avec Augustin et Henriette Hamon, d’après Le Dilemme du docteur de George Bernard Shaw, théâtre des Bouffes-Parisiens (18 septembre)
- 1961 : Spéciale Dernière, comédie en deux actes et quatre tableaux d'après The Front Page de Ben Hecht et Charles MacArthur, théâtre de la Renaissance (16 décembre)
- 1979 : L'Alcade de Zalamea de Calderon, mise en scène de Jean Le Poulain, Festival de Vaison-la-Romaine, avec Jean Marais, Jean Davy

### Livres
- 1919 : Le Livre sans amour, poèmes, Fasquelle, Paris
- 1929 : Sabres de bois, Albin Michel, Paris Souvenirs de la Première Guerre mondiale. Il dédie ce livre à plusieurs camarades du Service auxiliaire tués par un obus et signe « J. D., Service auxiliaire, 358e régiment d'infanterie, scribe, cycliste et infirmier à Vingré, à Roucy, à Godewaerswelde ».
- 1931 : Marie Galante, Albin Michel, Paris En 1934, Jacques Deval adapte son roman en comédie musicale, sur une musique de Kurt Weill.
- 1934 : Prière pour les vivants, Albin Michel, Paris En 1971, Jean-Claude Bonnardot en tire un film de télévision pour la première chaîne de l'ORTF mais qui reste inédit de par son caractère jugé trop sombre par la direction de l'époque.
- 1935 : Le Vieux Carnet rouge, Denoël et Steele, Paris
- 1937 : Rives pacifiques, Gallimard, Paris. Souvenirs de voyages, notamment aux États-Unis.
- 1955 : Le Sage d'Ispahan, Albin Michel, Paris
- 1960 : Tigrane, roman, Julliard, Paris
- 1964 : Les Voyageurs, roman, Albin Michel, Paris
- 1969 : Afin de vivre bel et bien, Albin Michel, Paris Aphorismes sur différents thèmes moraux, à l'intention de son fils Alain, alors âgé de 6 ans.

### Filmographie

#### Réalisateur
- 1935 : Tovaritch
- 1936 : Club de femmes
- 1950 : L'Invité du mardi, d'après sa pièce La Femme de ta jeunesse

#### Scénariste
- 1932 : Jenny Lind d'Arthur Robison
- 1933 : Une vie perdue de Raymond Rouleau et Alexandre Esway
- 1937 : Café Métropole d'Edward H. Griffith

#### Acteur
- 1953 : Quand tu liras cette lettre de Jean-Pierre Melville

## Décoration
- Officier de la Légion d'honneur (par décret du 22 août 1950 au titre de l’Éducation nationale, insignes remis par Léopold Marchand le 29 août 1951 - chevalier par décret du 9 juillet 1932 au titre de l’Éducation nationale, insignes remis par son père Abel Deval le 22 novembre 1932)[8].